# Conidens
Conidens – rodzaj morskich ryb z rodziny grotnikowatych (Gobiesocidae).

## Występowanie
Zachodni obszar Pacyfiku, pomiędzy Indonezją, Tajwanem a Japonią.

## Klasyfikacja
Gatunki zaliczane do tego rodzaju:
- Conidens laticephalus
- Conidens samoensis